# Marcello Di Puccio
Marcello Di Puccio (Pisa, 30 giugno 1919 – 2 agosto 2003) è stato un politico italiano.
Esponente del Partito Comunista Italiano, fu eletto alla Camera in occasione delle elezioni politiche del 1968, in cui ottenne 5.645 preferenze, a seguito della scelta di Umberto Terracini di optare per il Senato; fu rieletto alle politiche del 1972 con 14.695 preferenze.